# Apple A10 Fusion

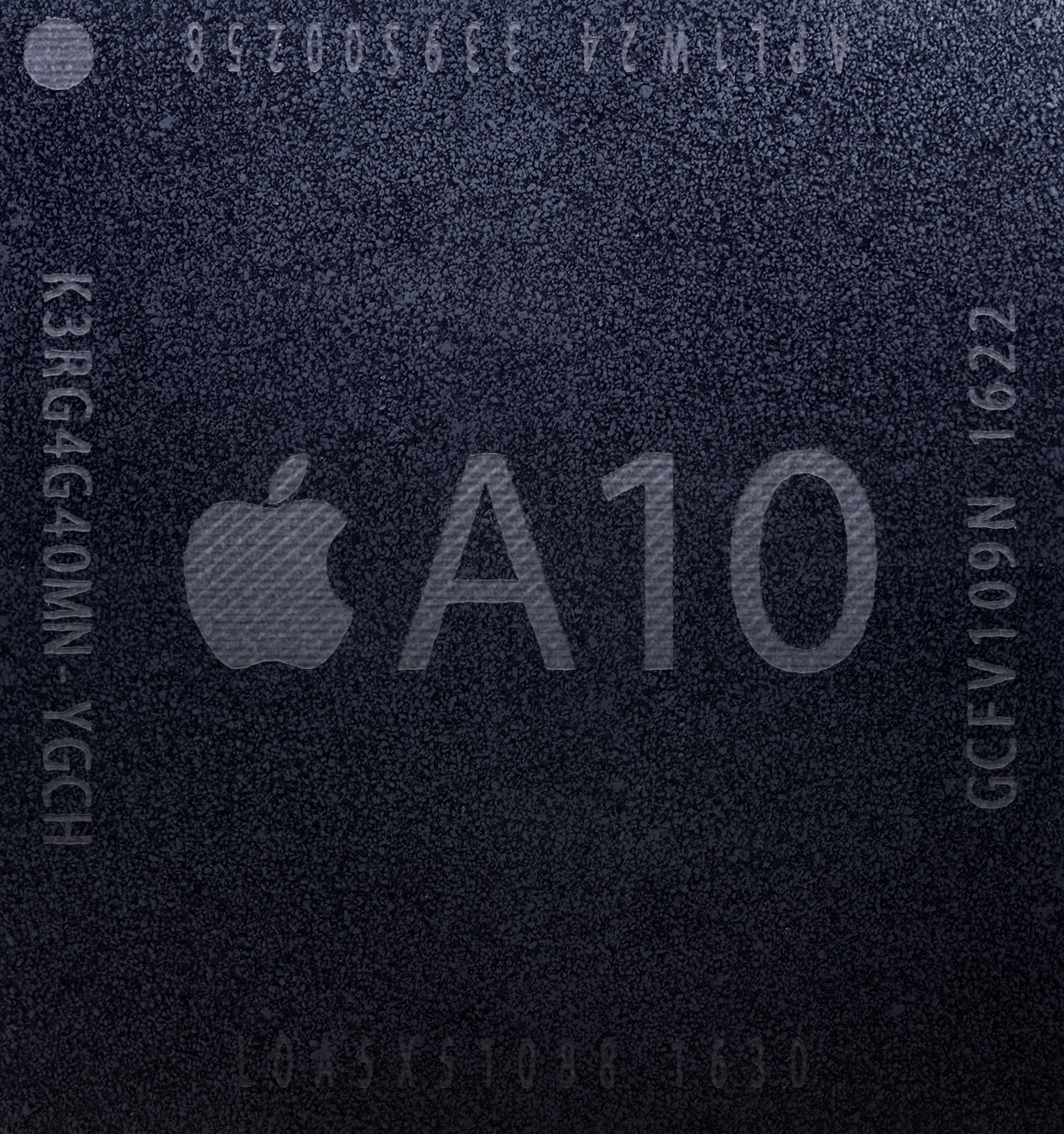
Imagen del chip Apple A10 Fusion.

El chip Apple A10 Fusion está basado en un sistema de 64 bits SoC (sistema en chip, también referido como system-on-chip), diseñado por Apple Inc y fabricado por TSMC. Es el SoC para teléfono celular de un solo hilo más rápido lanzado hasta la fecha, y apareció por primera vez en el iPhone 7 y 7 Plus que se introdujeron el 7 de septiembre de 2016. El A10 es el primer SoC de cuatro núcleos producido por Apple, con dos Núcleos de alto rendimiento y dos núcleos energéticamente eficientes. Apple afirma que tiene un 40% más de rendimiento del CPU y 50% más de rendimiento gráfico en comparación con su predecesor, el Apple A9.

## Diseño
El chip A10 con un área de 125 mm², 3.300 millones de transistores (incluyendo la GPU y cachés) - cuenta con dos núcleos ARMv8-A de 64 bits a 2.34 GHz diseñados por Apple llamados Hurricane - se basa en el proceso FinFET de 16 nm de TSMC que es llamado APL1W24. Siendo el primer SoC de cuatro núcleos producido por Apple, donde dos núcleos de alto rendimiento están diseñados para tareas exigentes como juegos, además cuenta con dos núcleos de 64 bits de bajo consumo energético diseñados por Apple denominado Zephyr,  similar a la tecnología ARM big.LITTLE.
Sin embargo, a diferencia de la mayoría de las implementaciones de big.LITTLE, como el Snapdragon 820 o el Exynos 8890, solo un tipo de núcleo puede estar activo a la vez. Sólo los núcleos de alto rendimiento o de baja potencia estarán activos en un momento dado. Por lo tanto, el A10 Fusion aparece en puntos de referencia como un chip de doble núcleo. Apple afirma que los núcleos de alto rendimiento son un 40% más rápidos que el anterior procesador A9 de Apple y que los dos núcleos de alta eficiencia consumen el 20% de la potencia de los núcleos de alto rendimiento Hurricane en tareas sencillas como verificar el correo electrónico. Un controlador de rendimiento decide en tiempo real qué par de núcleos deben funcionar para una tarea determinada con el fin de optimizar el rendimiento o la duración de la batería. El A10 tiene una caché L1 de 64 KB para los datos y 64 KB para las instrucciones, una caché L2 de 3 MB compartida por ambos núcleos y una caché L3 de 4 MB que cubre todo el SoC.
La nueva GPU de 6 núcleos integrada en el chip A10 es 50% más rápida, mientras que consume el 66% de la potencia de su predecesor A9. Otros análisis han sugerido que Apple ha mantenido el GT7600 utilizado en Apple A9, pero reemplazó porciones de la GPU basada en PowerVR con sus propios diseños.

## Apple A10X Fusion
Existe una variante del Apple A10 Fusion llamado Apple A10X Fusion, este SoC fue presentado durante la WWDC 2017 potenciando a los iPad Pro de 10.5 pulgadas y 12.9 pulgadas (2da generación).
En su introducción se mencionó que la CPU era hasta 30% más rápida que su predecesor A9X, del mismo modo se mencionó que la GPU podía sobrepasar en 40% al A9X.
Tiene una estructura de 64 bits, CPU de 6 núcleos y GPU de 12 núcleos.

## Dispositivos que lo utilizan
iPhone 7 (A10 Fusion)
iPhone 7 Plus (A10 Fusion)
iPad (Sexta generación) (A10 Fusion)
iPad (Séptima generación) (A10 Fusion)
iPod Touch (Séptima generación) (A10 Fusion)
iPad Pro 10.5 pulgadas (A10X Fusion)
iPad Pro 12.9 pulgadas (2da generación) (A10X Fusion)
Apple TV 4K (A10X Fusion)